# Pehr Erland Lagerhjelm
Pehr Erland Lagerhjelm, född 28 maj 1829 vid Bofors bruk, Karlskoga socken, död 10 december 1890 i Stockholm, var en svensk industriidkare. Han var son till Pehr Lagerhjelm och far till Pehr Lagerhjelm. 
Lagerhjelm blev 1847 student vid Uppsala universitet, 1849 furir vid Svea livgarde och efter avlagd officersexamen 1850 underlöjtnant vid Närkes regemente. Han kom dock snart att intressera sig mer för affärslivet än det militära och sedan han 1853 med sin svåger och en äldre bror köpt Bofors av fadern och blivit brukspatron där tog han 1855 avsked från sin militärtjänst. År 1856 löste han ut sina släktingar och kom fram till 1873 att vara ensam ägare av Bofors. Lagerhjelm var även ordförande i styrelsen för Vickelrn-Möckelns Jernvägsaktiebolag från 1871 och från 1874 bolagets VD, ordförande i styrelsen för Nora-Karlskoga Jernvägsaktiebolag 1871-1876, 1877-1878 och 1884-1890, från 1887 även VD. Han var även disponent för AB Bofors-Gullspång och ordförande i dess styrelse 1873-1878, VD för Striberg-Grängens järnväg och därefter för det 1886 bildade Striberg-Grängens jernvägsaktiebolag, samt ordförande i styrelsens för Nora-Ervalla Jernväg (från 1886 aktiebolag) 1874-1878 och 1883-1889. Lagerhjelm var även ledamot av kommittén rörande patentskydd och skydd för mönster och modeller 1877-1878, rådgivande expert vid AB Bofors-Gullspång 1878-1880 och disponent vid Kramfors sågverk 1880-1887.